# Yang Liujing
Yang Liujing (ur. 22 sierpnia 1998) – chińska lekkoatletka, specjalizująca się w chodzie na 20 kilometrów.
Brązowa medalistka mistrzostw świata w Dosze (2019).

## Rezultaty
| Rok  | Impreza                                          | Miejsce | Konkurencja   | Pozycja     | Wynik   |
| ---- | ------------------------------------------------ | ------- | ------------- | ----------- | ------- |
| 2018 | Drużynowe mistrzostwa świata w chodzie sportowym | Taicang | chód na 20 km | 40. miejsce | 1:34:15 |
| 2019 | Mistrzostwa świata                               | Doha    | chód na 20 km | 3. miejsce  | 1:33:17 |
| 2023 | Mistrzostwa Azji                                 | Bangkok | chód na 20 km | 1. miejsce  | 1:32:37 |

## Rekordy życiowe
- Chód na 20 kilometrów – 1:25:59 (2021)